# Mistrzostwa Europy Juniorów w Biathlonie 2022
Mistrzostwa Europy Juniorów w biathlonie w 2022 odbyły się w dniach 19 – 23 stycznia w słoweńskiej Pokljuce. Rozegrano 8 biegów: biegi indywidualne, sprinterskie i pościgowe (dla kobiet i mężczyzn) oraz sztafety mieszane oraz pojedyncze sztafety mieszane.

## Terminarz startów[1]
| Data        | Czas  | Konkurencja                  | Dystans       |
| ----------- | ----- | ---------------------------- | ------------- |
| 19 stycznia | 10:30 | Bieg indywidualny juniorek   | 12,5 km       |
| 19 stycznia | 14:00 | Bieg indywidualny juniorów   | 15 km         |
| 20 stycznia | 10:30 | Pojedyncza sztafeta mieszana | 6 km + 7,5 km |
| 20 stycznia | 14:00 | Sztafeta mieszana            | 4 × 6 km      |
| 22 stycznia | 10:30 | Sprint juniorek              | 7,5 km        |
| 22 stycznia | 14:00 | Sprint juniorów              | 10 km         |
| 23 stycznia | 10:30 | Bieg pościgowy juniorek      | 10 km         |
| 23 stycznia | 14:00 | Bieg pościgowy juniorów      | 12,5 km       |

## Klasyfikacja medalowa
| Lp.                    | Reprezentacja          | Złoto | Srebro | Brąz | Razem |
| 1.                     | Francja                | 3     | 3      | 2    | 8     |
| 2.                     | Niemcy                 | 3     | 1      | 1    | 5     |
| 3.                     | Czechy                 | 1     | 0      | 1    | 2     |
| 4.                     | Bułgaria               | 1     | 0      | 0    | 1     |
| 5.                     | Finlandia              | 0     | 2      | 1    | 3     |
| 6.                     | Włochy                 | 0     | 1      | 1    | 2     |
| 6.                     | Rosja                  | 0     | 1      | 1    | 2     |
| 8.                     | Polska                 | 0     | 0      | 1    | 1     |
| Suma (8 reprezentacji) | Suma (8 reprezentacji) | 8     | 8      | 8    | 24    |

## Wyniki

### Mężczyźni

#### Bieg indywidualny 15 km[2]
| Pozycja | Zawodnik       | Reprezentacja | Pudła   | Wynik   |
| ------- | -------------- | ------------- | ------- | ------- |
| złoto   | Błagoj Todew   | Bułgaria      | 0+0+0+1 | 40:41.2 |
| srebro  | Nicolò Betemps | Włochy        | 0+0+0+1 | 41:01.6 |
| brąz    | Gaëtan Paturel | Francja       | 0+1+0+0 | 41:10.3 |

#### Sprint 10 km[3]
| Pozycja | Zawodnik        | Reprezentacja | Pudła | Wynik   |
| ------- | --------------- | ------------- | ----- | ------- |
| złoto   | Jonáš Mareček   | Czechy        | 1+1   | 27:06.5 |
| srebro  | Otto Invenius   | Finlandia     | 1+0   | 27:15.3 |
| brąz    | Iacopo Leonesio | Włochy        | 0+0   | 27:15.8 |

#### Bieg pościgowy 12,5 km[4]
| Pozycja | Zawodnik      | Reprezentacja | Pudła   | Wynik   |
| ------- | ------------- | ------------- | ------- | ------- |
| złoto   | Paul Fontaine | Francja       | 0+0+0+0 | 34:28.3 |
| srebro  | Otto Invenius | Finlandia     | 1+1+2+0 | 35:04.5 |
| brąz    | Jan Guńka     | Polska        | 0+1+0+1 | 35:17.0 |

### Kobiety

#### Bieg indywidualny 12,5 km[5]
| Pozycja | Zawodniczka         | Reprezentacja | Pudła   | Wynik   |
| ------- | ------------------- | ------------- | ------- | ------- |
| złoto   | Camille Coupé       | Francja       | 0+0+0+0 | 39:42.0 |
| srebro  | Jeanne Richard      | Francja       | 0+0+0+0 | 39:46.6 |
| brąz    | Anastasija Gryszina | Rosja         | 0+0+0+0 | 39:46.8 |

#### Sprint 7,5 km[6]
| Pozycja | Zawodniczka         | Reprezentacja | Pudła | Wynik   |
| ------- | ------------------- | ------------- | ----- | ------- |
| złoto   | Selina Grotian      | Niemcy        | 0+1   | 22:40.7 |
| srebro  | Chloé Bened         | Francja       | 1+0   | 23:21.4 |
| brąz    | Noora Kaisa Keränen | Finlandia     | 0+0   | 23:22.0 |

#### Bieg pościgowy 10 km[7]
| Pozycja | Zawodniczka      | Reprezentacja | Pudła   | Wynik   |
| ------- | ---------------- | ------------- | ------- | ------- |
| złoto   | Selina Grotian   | Niemcy        | 0+2+0+0 | 33:45.5 |
| srebro  | Jeanne Richard   | Francja       | 0+0+1+1 | 34:11.0 |
| brąz    | Lisa Maria Spark | Niemcy        | 0+0+0+1 | 34:20.0 |

### Pojedyncza sztafeta mieszana 6 km + 7,5 km[8]
| Pozycja | Zawodnicy                                  | Reprezentacja | Pudła   | Wynik   |
| ------- | ------------------------------------------ | ------------- | ------- | ------- |
| złoto   | Johanna Puff Darius Lodl                   | Niemcy        | 0+3 0+1 | 40:22.0 |
| srebro  | Anastasija Gryszina Jewgienij Jemierchonow | Rosja         | 0+6 0+5 | 40:34.5 |
| brąz    | Fany Bertrand Paul Fontaine                | Francja       | 0+2 0+4 | 34:20.0 |

### Sztafeta mieszana 4×6km[9]
| Pozycja | Zawodnicy                                                      | Reprezentacja | Pudła   | Wynik     |
| ------- | -------------------------------------------------------------- | ------------- | ------- | --------- |
| złoto   | Camille Coupé Jeanne Richard Damien Levet Jacques Jefferies    | Francja       | 0+1 0+2 | 1:10:36.6 |
| srebro  | Selina Marie Kastl Luise Müller Benhamin Menz Albert Engelmann | Niemcy        | 0+0 0+2 | 1:11:23.7 |
| brąz    | Gabriela Masaříková Tereza Jandová Ondřej Mánek Jonáš Mareček  | Czechy        | 0+3 0+4 | 1:11:35.9 |